# Ceraphron californicus
Ceraphron californicus är en stekelart som beskrevs av William Harris Ashmead 1893. Ceraphron californicus ingår i släktet Ceraphron och familjen pysslingsteklar. Inga underarter finns listade i Catalogue of Life.